# 血基質
血基質又称原血紅素、血紅質，是血红蛋白的前体，在骨髓和肝脏中生物合成。
血基質的结构为一种“铁-卟啉复合体”，功能为“含铁的輔因子”；铁原子位于被称为紫質的大杂环化合物中心。并非所有的紫質分子中都含有铁，但含有紫質的金属蛋白都以血基質为輔因子，这些蛋白质即血红蛋白。血基質能够帮助酶催化其底物分子。
|                | 血基質 a                       | 血基質 b                      | 血基質 c                      | 血基質 o                       |
| PubChem number | 7888115 （页面存档备份，存于） | 444098 （页面存档备份，存于） | 444125 （页面存档备份，存于） | 6323367 （页面存档备份，存于） |
| 分子式         | C49H56O6N4Fe                   | C34H32O4N4Fe                  | C34H36O4N4S2Fe                | C49H58O5N4Fe                   |
| C3團           | Hydroxyfarnesyl                | -CH=CH2                       | -CH-(CH3)-SH                  | Hydroxyfarnesyl                |
| C8團           | -CH=CH2                        | -CH=CH2                       | -CH-(CH3)-SH                  | -CH=CH2                        |
| C18團          | -CH=O                          | -CH3                          | -CH3                          | -CH3                           |

## 备注

血基质化學式

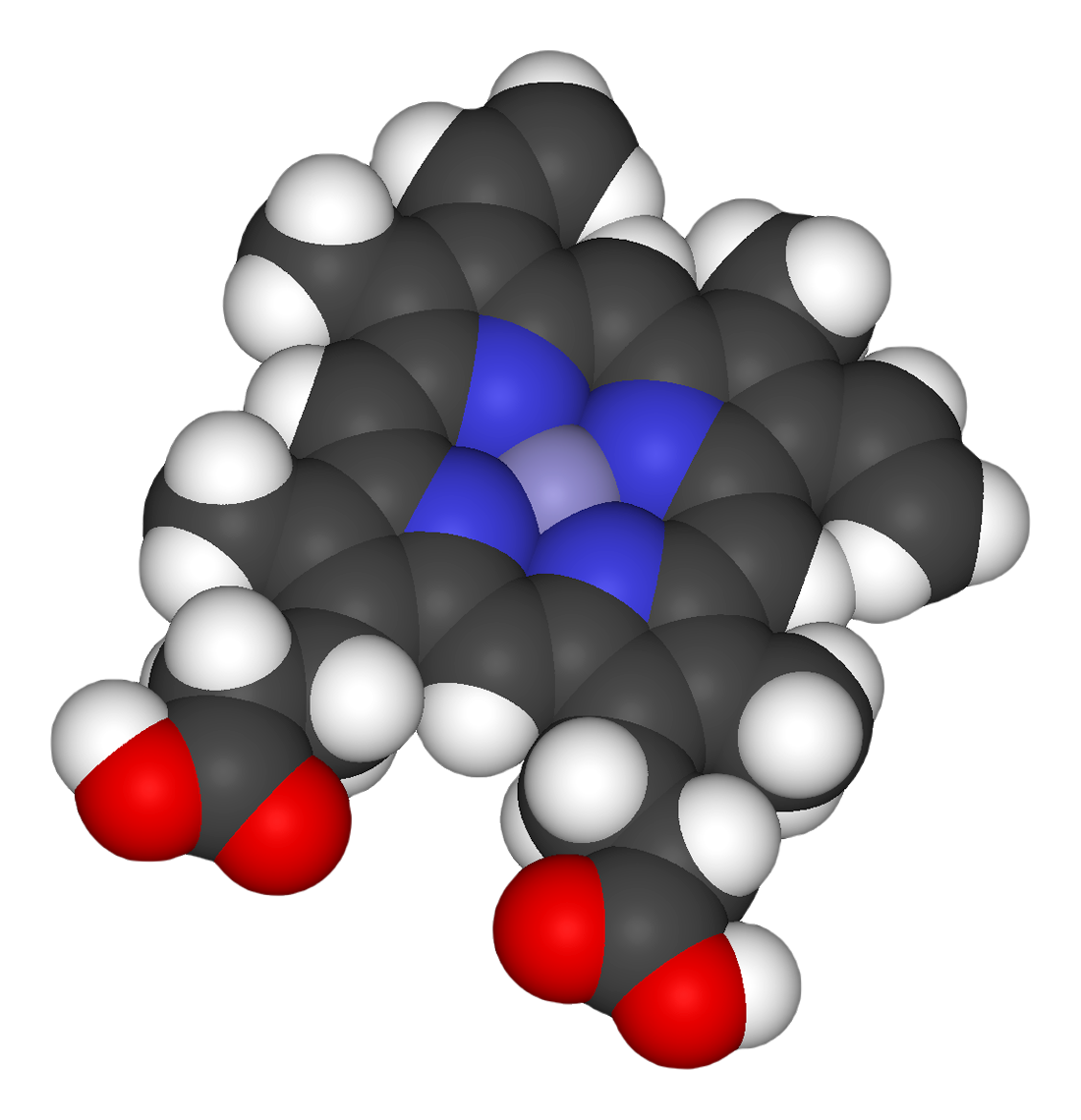
血基質B分子结构的空间填充式模型

1. ↑  英語 heme，中国大陆称血红素，臺灣稱血基質；而英語 hemoglobin，中国大陆称血红蛋白，臺灣稱血紅素。两术语极易混淆，在阅读汉语文献时，应厘清讨论对象。